# Amherst Center
Pour les articles homonymes, voir Amherst.
Amherst Center est une census-designated place américaine située dans le comté de Hampshire dans l’État du Massachusetts.

## Traduction
- (en) Cet article est partiellement ou en totalité issu de l’article de Wikipédia en anglais intitulé « Amherst Center, Massachusetts » (voir la liste des auteurs).